# Ploješť

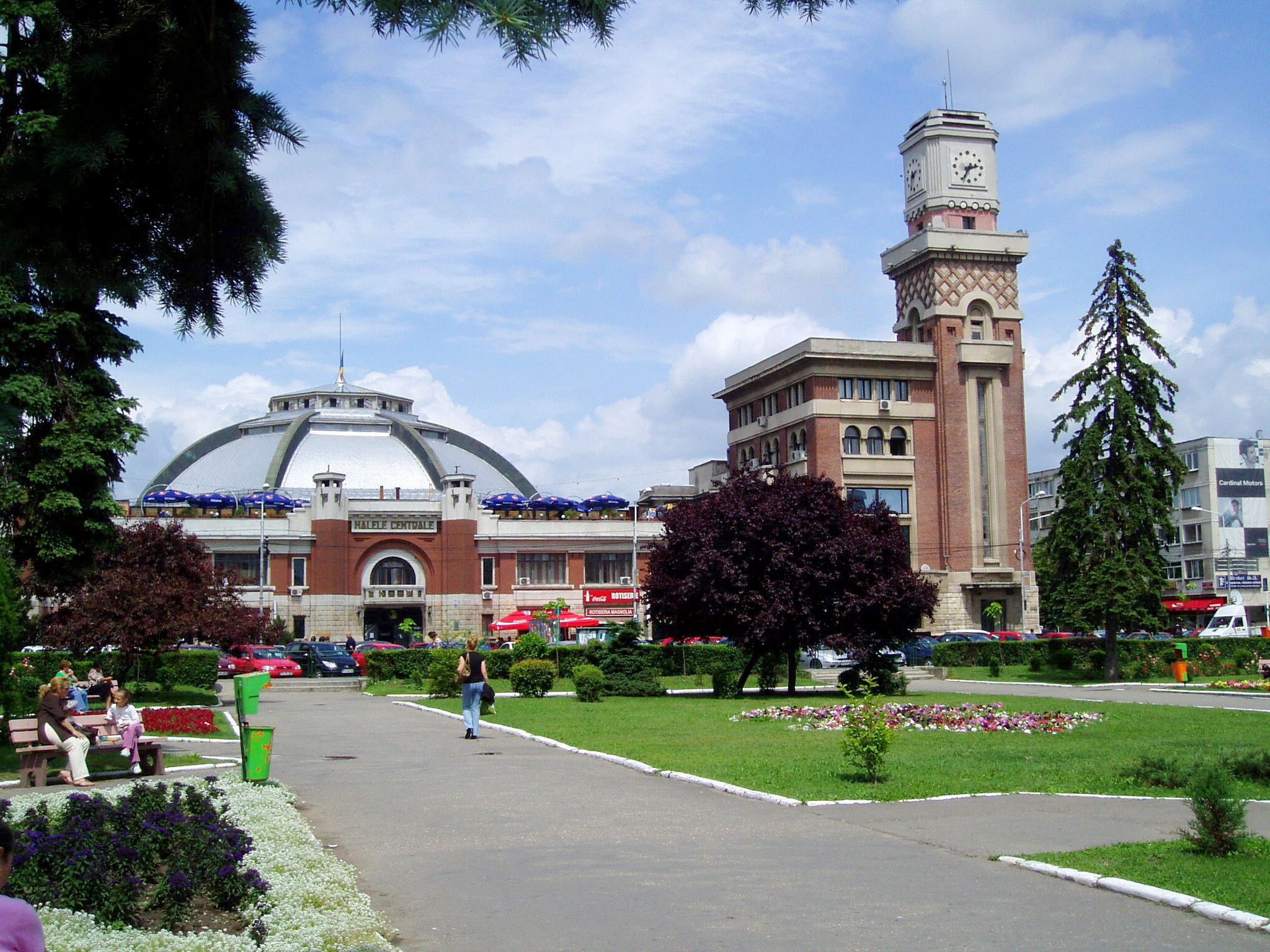
Ploješť

Ploješť (rumunsky Ploiești) je město v Rumunsku, hlavní město župy Prahova. Leží ve valašské části země. Žije zde 233 663 obyvatel (2016).

## Historie
Město bylo založeno na konci 16. století, v roce 1596 za vlády Michaela Statečného. V 19. století se zde rozvíjel petrochemický průmysl, byla tu jedna z nejdůležitějších rafinerií v celé Evropě. V roce 1870 tu vznikla i Ploješťská republika, krátkodobě existující státní útvar, vzniklý při protimonarchistických bouřích. Za 2. světové války, v roce 1940, ho sice poničilo zemětřesení, obsadili jej ale i Němci, kteří zde měli důležitý zdroj ropy. Zůstali až do roku 1944; od roku 1943 bylo ale město bombardováno Američany, nakonec ho dobyla Rudá armáda. Za komunistické vlády v Rumunsku tu byly rafinerie a chemické závody rozšířeny a znárodněny. Po roce 1989 nastal příliv západních investic a produkce ropy poklesla.

## Charakter města
Ploješť je velmi významným průmyslovým městem v Rumunsku, ekonomickým a kulturním centrem župy Prahova. Ropovody ho napojují jak na Bukurešť, tak i na přístavy u Černého moře.

## Doprava
Ploješť leží na evropské silnici E60 a je zde důležitý železniční uzel. 

## Osobnosti města
- Ion Luca Caragiale (1852–1912), dramatik, prozaik, publicista, básník a překladatel
- Liviu Librescu (1930–2007), izraelsko-americký vědec, vysokoškolský profesor, zavražděn během masakru na Virginia Tech
- Nichita Stănescu (1933–1983), básník a esejista
- Leonard Doroftei (* 1970), boxer, dvojnásobný bronzový olympijský medailista
- Florin Cezar Ouatu (* 1980), operní zpěvák a pianista
- Alina Alexandra Dumitruová (* 1982), džudistka, olympijská vítězka
- Mădălina Gojneaová (* 1987), tenistka

## Partnerská města
- Berat, Albánie
- Dnipro, Ukrajina
- Charbin, Čína
- Hîncești, Moldavsko
- Lefkada, Řecko
- Maracaibo, Venezuela
- Oral, Kazachstán
- Osijek, Chorvatsko
- Radom, Polsko